# Rouvroy-sur-Marne
Rouvroy-sur-Marne és un municipi francès situat al departament de l'Alt Marne i a la regió del Gran Est. L'any 2007 tenia 353 habitants.

## Demografia

### Població
El 2007 la població de fet de Rouvroy-sur-Marne era de 353 persones. Hi havia 137 famílies de les quals 30 eren unipersonals (15 homes vivint sols i 15 dones vivint soles), 46 parelles sense fills, 46 parelles amb fills i 15 famílies monoparentals amb fills.
La població ha evolucionat segons el següent gràfic:
Habitants censats

### Habitatges
El 2007 hi havia 166 habitatges, 142 eren l'habitatge principal de la família, 10 eren segones residències i 14 estaven desocupats. 131 eren cases i 34 eren apartaments. Dels 142 habitatges principals, 82 estaven ocupats pels seus propietaris, 58 estaven llogats i ocupats pels llogaters i 3 estaven cedits a títol gratuït; 4 tenien dues cambres, 17 en tenien tres, 36 en tenien quatre i 85 en tenien cinc o més. 109 habitatges disposaven pel capbaix d'una plaça de pàrquing. A 60 habitatges hi havia un automòbil i a 64 n'hi havia dos o més.

### Piràmide de població
La piràmide de població per edats i sexe el 2009 era:
| Homes | Edats   | Dones |
| ----- | ------- | ----- |
| 0     | 95 o +  | 0     |
| 0     | 90 a 94 | 4     |
| 0     | 85 a 89 | 8     |
| 0     | 80 a 84 | 0     |
| 0     | 75 a 79 | 8     |
| 8     | 70 a 74 | 8     |
| 12    | 65 a 69 | 4     |
| 8     | 60 a 64 | 12    |
| 12    | 55 a 59 | 4     |
| 20    | 50 a 54 | 16    |
| 8     | 45 a 49 | 28    |
| 4     | 40 a 44 | 0     |
| 12    | 35 a 39 | 16    |
| 20    | 30 a 34 | 12    |
| 0     | 25 a 29 | 12    |
| 8     | 20 a 24 | 0     |
| 16    | 15 a 19 | 8     |
| 16    | 10 a 14 | 16    |
| 4     | 5 a 9   | 4     |
| 16    | 0 a 4   | 8     |

## Economia
El 2007 la població en edat de treballar era de 231 persones, 161 eren actives i 70 eren inactives. De les 161 persones actives 144 estaven ocupades (85 homes i 59 dones) i 18 estaven aturades (8 homes i 10 dones). De les 70 persones inactives 21 estaven jubilades, 16 estaven estudiant i 33 estaven classificades com a «altres inactius».

### Ingressos
El 2009 a Rouvroy-sur-Marne hi havia 149 unitats fiscals que integraven 370 persones, la mediana anual d'ingressos fiscals per persona era de 15.487 €.

### Activitats econòmiques
Dels 15 establiments que hi havia el 2007, 1 era d'una empresa extractiva, 2 d'empreses de fabricació d'altres productes industrials, 2 d'empreses de construcció, 5 d'empreses de comerç i reparació d'automòbils, 1 d'una empresa de transport, 1 d'una empresa d'informació i comunicació, 1 d'una empresa de serveis i 2 d'empreses classificades com a «altres activitats de serveis».
Dels 5 establiments de servei als particulars que hi havia el 2009, 3 eren tallers de reparació d'automòbils i de material agrícola, 1 lampisteria i 1 electricista.
L'únic establiment comercial que hi havia el 2009 era una carnisseria.

## Equipaments sanitaris i escolars
El 2009 hi havia una escola maternal integrada dins d'un grup escolar amb les comunes properes formant una escola dispersa.

## Poblacions més properes
El següent diagrama mostra les poblacions més properes.